# Ян Рогач из Дубы
Ян Рогач из Дубы (чеш. Jan Roháč z Dubé; приблизительно 1374 — 9 сентября 1437, Прага, Чешское королевство) — чешский военачальник, один из вождей гуситов. Участвовал в битве при Липанах, после разгрома продолжил сопротивление в своём замке Сион. Был взят в плен и повешен вместе со своими соратниками, что положило конец гуситским войнам.

## Биография
Ян Рогач принадлежал к шляхетскому роду панов из Дубы. Он родился приблизительно в 1374 году в семье Ондржея Рогача и впервые упоминается в сохранившихся источниках в связи с событиями 1394 года. В одном из документов канцелярии магнатского рода Рожмберков фигурирует разбойник Рогач-младший; возможно, речь идёт именно о Яне из Дубы. Известно, что в 1398—1406 годах Ян владел несколькими деревнями недалеко от города Углиржске-Яновице, до 1419 года он стал одним из вышеградских ленников. Эти владения были связаны со службой, в том числе военной.
Не позже 1420 года Рогач примкнул к гуситам. Он принял участие в походе Яна Жижки в Южную Чехию, против Рожмберков, и стал командиром гарнизона в Ломнице, а в 1421 году — одним из четырёх гетманов города Табор. Неясно, участвовал ли Рогач в отражении второго антигуситского крестового похода, но сразу после победы он находился в Праге и был избран одним из 19 членов арбитражного органа, который должен был урегулировать ситуацию в городе. В 1423 году Рогач покинул пост гетмана в Ломнице и принял участие в походе Жижки в Восточную Чехию, где стал гетманом Часлава.
После смерти Жижки в 1424 году, во время моравского похода, Рогач стал вождём его последователей, «сирот». Весной 1425 года он объединил свои силы с таборитами Яна Звезды из Вяцемилице и двинулся в Восточную Чехию. Гуситы смогли взять ряд крепостей, но их попытка установить контроль над пражским Новым градом закончилась поражением. Военные действия продолжались с переменным успехом до осени, в октябре 1425 года был заключён Вршовицкий мир. В следующем году Рогач руководил осадой Липе и взятием Бенешова. В дальнейшем он выбыл из числа лидеров «сирот» и остался только гетманом Часлава. В документах 1427 года Рогач упоминается как «благородный пан Рогач из Техова».
Следующее упоминание о Рогаче относится к 1432 году: он участвовал в заключении договора между гуситами и князьями Тюрингии. В 1434 году Рогач сражался при Липанах, где табориты были разгромлены умеренными гуситами, и попал в плен, но вскоре получил свободу. В том же году он уехал на гору Табор, где возглавил самых непримиримых и продолжил борьбу против короля Сигизмунда. После нескольких неудач Рогач перебрался в 1435 году в свой замок Сион, где спешно начал строить новые укрепления.
Сион стал главным центром оппозиции королю Сигизмунду и немцам-католикам. Люди Рогача вели партизанскую войну, нападали на людей короля, их силы росли за счёт беглецов со всей Чехии. Поэтому в феврале 1437 года король решил двинуть на Сион армию во главе с Гинце Птачеком из Пиркштейна. Осада началась в апреле — вскоре после того, как Рогач разграбил королевский обоз с вином. Она продолжалась четыре месяца, и источники XV века утверждают, что всё это время шли кровопролитные бои, но современные исследователи считают это явным искажением. В действительности боевые действия велись крайне вяло. Чешские вассалы отказывались помогать осаждающим, считая происходящее личной войной Сигизмунда, бытовало мнение, что Рогач как-то договорится с Птачеком. Только когда из Праги пришёл новый отряд с артиллерией, замок пал, а Рогач был схвачен (6 сентября 1437 года).
8 сентября Рогача привезли в Прагу и доставили в Пражский град, где показали королю. Пленник заявил, что предпочёл бы, чтобы ему выкололи глаза, чтобы не смотреть на Сигизмунда. В Староместской ратуше Рогача подвергли пыткам, так что у него выпали внутренности. На следующий день он был повешен вместе с 52 своими последователями, причём Рогача повесили на самом верху огромной виселицы. Историки спорят о том, где именно состоялась казнь. По-видимому, приговорив Рогача к повешению, а не отсечению головы, Сигизмунд хотел показать, что это всего лишь разбойник; казнь организовали в спешке, боясь, что осуждённый умрёт до неё.
Такая расправа над Рогачем возмутила многих гуситов — не только радикальных, но и умеренных. Ряд чешских панов открыто заявил о своей враждебности по отношению к Сигизмунду. Последний уехал из Праги в Венгрию, но в пути умер спустя ровно три месяца после казни. Многие сочли эту смерть небесной карой за Рогача, причём распространилось даже мнение, что король заболел в тот самый момент, когда наблюдал за повешением.
Осада Сиона и казнь Рогача положили конец гуситским войнам.

## Память
В период чешского национального возрождения, а затем и при коммунистическом режиме преданность радикальной гуситской традиции и непримиримость в явно проигранной борьбе сделали Яна Рогача важным национальным символом. В 1914 году Алоис Йирасек написал пьесу «Ян Рогач», по мотивам которой режиссёр Владимир Борский в 1947 году снял первый цветной чехословацкий художественный фильм «Ян Рогач из Дубы». На ту же тему написаны историческая драма Мирослава Крайника «Ян Рогач из Дубы», стихи Святоплука Чеха («Рогач на Сионе») и Йозефа Вацлава Фрича («Рогач из Дубы»).
Скульптор Алоис Сопр создал статую Яна Рогача, которая изначально стояла у южного фасада Староместской ратуши, но в 1966 году была перенесена: на её месте появился памятник казнённым в 1621 году. Живописные изображения Рогача создали Миколаш Алеш, Станислав Худечек, Альфонс Муха.